# Världsmästerskapet i utomhushandboll för herrar 1938
Världsmästerskapet i utomhushandboll för herrar 1938 spelades i Tyskland under juli månad.
I turneringen spelade 10 lag. VM var en cupturnering med en förberedande omgång som Sverige spelade mot Holland och Rumänien mot Luxemburg. De övriga 6 lagen Polen, Tjeckoslovakien, Danmark, Ungern, Schweiz och Tyskland slapp spela den. Sveriges två första matcher spelades i Magdeburg på kolstybb och tredje matchen på Polizeistadion i Berlin på hård sand (grusblandad?). Slutspelet på Olympiastadion i Berlin spelades på gräs.

## Resultat

### Förberedande omgång
- Match 1. Sverige - Holland  8 - 4
- Match 2. Rumänien - Luxemburg 12 - 6

### 2:a omgången
- Match 3.Tyskland - Tjeckoslovakien 19 - 6
- Match 4. Ungern - Danmark 10 - 6
- Match 5. Sverige - Rumänien 7 - 6
- Match 6. Schweiz - Polen 9 - 2

### Semifinaler
- Match 7. Tyskland - Ungern 14 - 3
- Match 8. Schweiz - Sverige 5 - 2

### Bronsmatch
- Match 9. Ungern - Sverige 10 - 2

### Final
- Match 10. Tyskland - Schweiz 23 - 0

| Placering | Landslag |
| --------- | -------- |
| 1         | Tyskland |
| 2         | Schweiz  |
| 3         | Ungern   |
| 4:a       | Sverige  |

## Världsmästarna  från Tyskland
- Truppen som spelades i Leipzigs  i kvartsfinal: Franz Paar, Polizei SV Wien 1/0 – Werner Badstübner, MTSA Leipzig 1/4, Erich Herrmann, SC Charlottenburg, 1/5, Hans Keiter, Polizei SV Berlin 1/0, Robert Müller, MSV Glogau 1/0, Wilhelm Müller, SV 07 Waldhof1/0, Fritz Prosser, MTSA Leipzig 1/1, Leo Wieser, CT Hessen-Preußen Kassel 1/0.
- Truppen som spelade i Berlin i semifinaler och final: Otto Lüdicke, SG 1898 Junkers Dessau, 2 matcher /0 mål – Helmut Braselmann, TuRa Wuppertal 1/0, Gerd Brüntgens, Lintforter SpV 2/4, Gerhard Hammerich, MTSA Leipzig 2/1, Hermann Hansen, VfL Königsberg 1/0, Werner Hübner, MSV Weißenfels 1/1, Günter Ortmann MSV Borussia Carlowitz 2/13, Heinz Pfeiffer, Polizei SV Berlin, 2/0, Kurt Pfennig, SS-SG Leibstandarte Berlin 2/0, Hans Theilig, Oberalster VfW Hamburg 2/12, Leopold Wohlrab,1.Wiener HC Alt-Turm 2/0.
- Spelade Berlin endast i final: Paul Eifler, TuRa Wuppertal 2/0, Alfred Klingler, MSV Weißenfels 2/10, Philipp Zimmermann, SV 07 Waldhof) 2/5.
- Tränare: Otto Günther Kaundinya.